# Dharanindrawarman II
Dharanindrawarman II (ur. ?, zm. 1160) – król Kambodży w czasach Imperium Khmerskiego. Panował w latach 1150–1160.

## Życiorys
W odróżnieniu do swoich poprzedników był wyznawcą buddyzmu, co wpłynęło na ograniczenie kultu króla-boga.
Za jego panowania doszło do rozbudowy zbudowanej przez Surjawarmana II świątyni Angkor Wat.
Król utrzymywał pokojowe relacje z sąsiednimi państwami. W trakcie swojego panowania wyszedł z kryzysu finansowego wywołanego rozrzutnością poprzedniego władcy, mimo to po jego śmierci w 1160 roku w królestwie nastał czas kryzysu wewnętrznego.
Był żonaty z córką Harszawarmana III – Sri Dżajarajachudamani. Jego następcą został jego młodszy syn Jaszowarman II, gdyż starszy syn Dżajawarman VII zdecydował się w obliczu niepokojów wewnętrznych na dobrowolne wygnanie.